# Pentylacetaat
Amylacetaat of 1-pentylacetaat, ook bekend als n-pentylacetaat of kortweg pentylacetaat, is een brandbare organische verbinding met als brutoformule C7H14O2. Het is een kleurloze vloeistof met de kenmerkende geur van peren en appelen. De stof wordt gebruikt als geurstof.

## Synthese
Amylacetaat kan gesynthetiseerd worden door de verestering van azijnzuur en pentan-1-ol, vaak met zwavelzuur als katalysator:
{\displaystyle {\ce {CH3COOH + C5H12O <=> C7H14O2 + H2O}}}
De reactie is een evenwichtsreactie, het gevormde water verhindert het aflopen van de reactie. Om deze reden wordt azijnzuuranhydride gebruikt in de synthese, ook vaak met zwavelzuur als katalysator.  Het gevormde azijnzuur reageert wel met de ester, maar dit levert weer de ester op, en leidt dus niet tot productverlies:
{\displaystyle {\ce {(CH3CO)2O + C5H12O -> C7H14O2 + CH_COOH}}}

## Toxicologie en veiligheid
De stof reageert met oxiderende stoffen met kans op brand en ontploffing en tast vele kunststoffen aan.
De stof is irriterend voor de ogen, de huid en de luchtwegen. Blootstelling aan een hoge dosis kan verminderd bewustzijn veroorzaken.